# Abu Yahya (Mallorca)
Abu Yahya Muhammad ibn Ali ibn Abi Imran at-Tinmalali (arabisch أبو يحيى محمد بن علي بن أبي عمران التنملالي, DMG Abū Yaḥyā Muḥammad b. ʿAlī b. Abī ʿImrān at-Tinmalālī) war der letzte von den Almohaden eingesetzte Wālī auf der Baleareninsel Mallorca. Er regierte von 1208 bis 1229.

## Leben
Abu Yahya Muhammad ibn Ali ibn Abi Imran at-Tinmalali, auch Muhammad ibn Ali ibn Musa oder Abu Yahya ibn al-Hakam ar-Raschid, wird in christlichen Quellen als Abu Iehie oder als Aboheihe bezeichnet. Der Namenszusatz at-Tinmalali bezeugt, dass Abu Yahya Wurzeln in Tinmal hatte, der marokkanischen Hauptstadt der Almohaden von 1121 bis 1147.

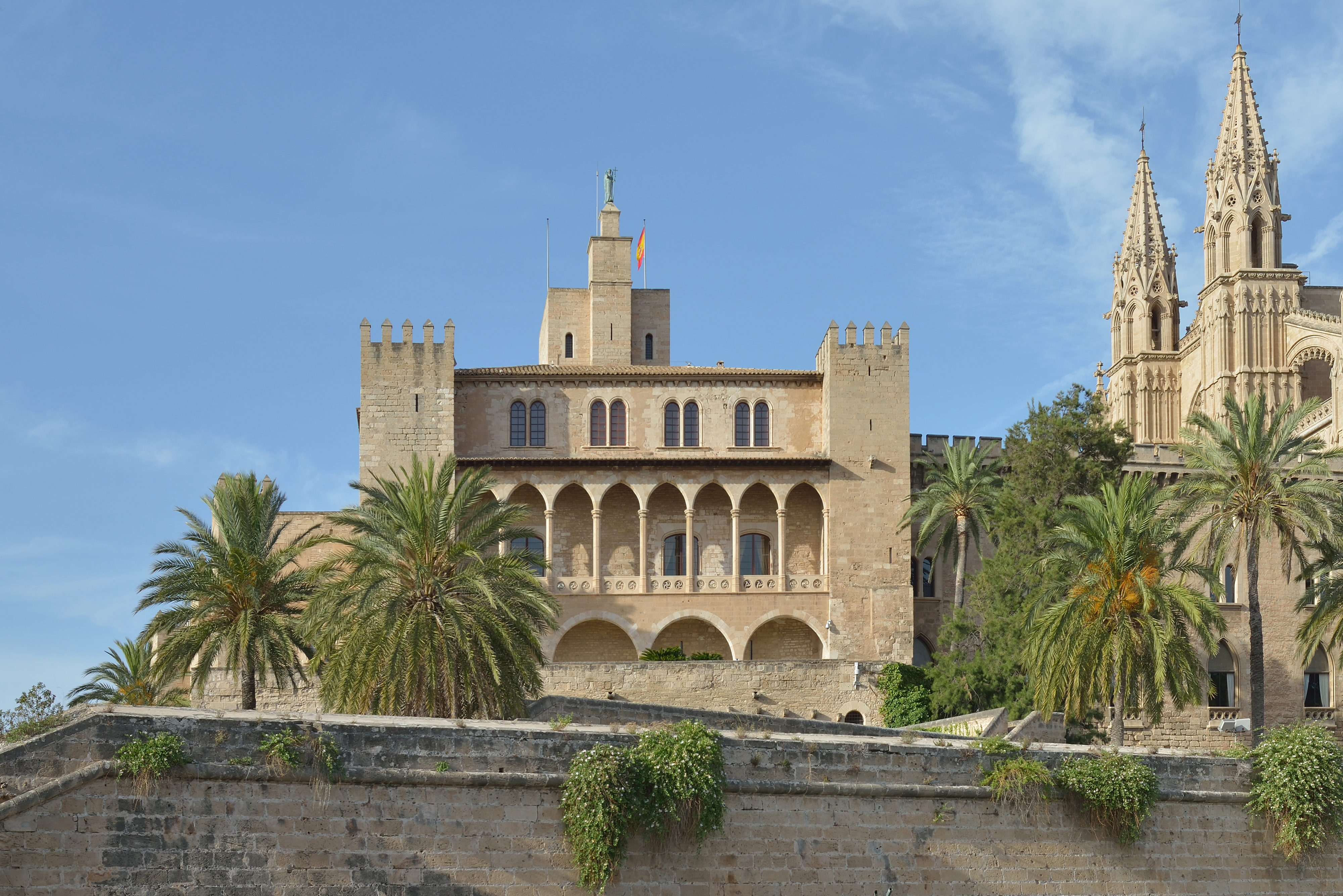
Königlicher Palast Almudaina; ehemaliger Ksar, der ab 1281 baulich verändert wurde.

Im September 1203 hatten sich die Almohaden gegenüber den almoravidischen Ghaniyiden auf Mallorca durchgesetzt, deren letzten Herrscher Abd Allah ibn Ishaq ibn Ghaniya hingerichtet und dann im Jahr 1208 Abu Yahya als neuen Gouverneur (Wālī) eingesetzt. Abu Yahya konnte aber nach der für die Almohaden verheerenden Niederlage in der Schlacht bei Las Navas de Tolosa im Jahr 1212 den Inselarchipel in relativ unabhängiger Weise regieren mit einer nur rein formellen Unterwerfung unter den Almohadenemir – dies bis zur Eroberung von Mallorca im Jahre 1229. Er residierte im Palast Almudaina und herrschte über die gesamten Balearen.
Abu Yahya fiel, als die Streitmacht König Jakob I. von Aragón am Silvestertag 1229, nach viermonatiger Belagerung, die Inselhauptstadt Madīnat Mayūrqa (das heutige Palma de Mallorca) eroberte, in die Hände der Christen. Zuvor hatte er ihnen das Angebot gemacht, die Stadt unversehrt zu übergeben und für den Transport der muslimischen Inselbewohner nach Nordafrika pro Kopf einen Preis zu bezahlen, der dem Gegenwert von vier Hühnern entsprach. Jakob I. hatte sich mit diesem Angebot einverstanden erklärt, doch war es von der Mehrheit der Männer in seinem Heer abgelehnt worden, weil diese sich von der Erstürmung und Plünderung der Stadt wesentlich mehr Profit versprochen hatten. Über Abu Yahyas Schicksal nach der Eroberung ist nichts bekannt, da er in den Quellen nicht mehr erwähnt wird. Es wird vermutet, dass er mit seiner Restflotte die Katalanen angriff, dabei gefangen genommen und gefoltert wurde und sodann seinen Verletzungen erlag. Abu Yahya verstarb im Februar 1230.
Abu Yahyas Regierungszeit und seine Niederlage gegen die christlichen Eroberer unter Jakob I. wird vom Geschichtsschreiber Ibn Amira in seinem Buch Kitāb Tārīch Mayūrqa ausführlich beschrieben.
Abu Yahya hinterließ 1229 einen Sohn mit dreizehn Jahren. Dieser wurde 1234 in der Catedral de la Seo in Saragossa getauft und stieg im Jahr 1250 bzw. 1251 als Jaime de Gotor zum Baron von Gotor und zum Baron von Illueca auf. Er heiratete Elvira Roldán, die Tochter von Martin Roldán und seiner Frau María López de Luna und wurde zum Stammvater der Familie Gotor.